# Грейт-Ярмут
Грейт-Я́рмут (англ. Great Yarmouth) — город в составе графства Норфолк в Англии, административный центр района Грейт-Ярмут. Население — 47 288 жителей (2002 год).
Расположен на востоке страны на берегу Северного моря, в 28 км к востоку от Нориджа. Порт и рыболовная база. Курорт.

## Экономика
В городе развита пищевая промышленность (переработка рыбы), также есть предприятия деревообрабатывающей, швейной и электротехнической промышленности.
Уже с конца XVI века Грейт-Ярмут был известен как морской курорт. 

## Достопримечательности
Частичной сохранилась архитектура Старой части города с узкими (1–1,5 метра) улочками, уцелели фрагменты крепостных стен с одиннадцатью башнями (начало строительства относится к XVIII веку), Церковь Святого Николая XVII века (разрушена в ходе битвы за Британию, восстановлена в 1960-х гг.). 
В окрестностях Грейт-Ярмут были найдены остатки римских военных укреплений.